# Хланта Іван Васильович

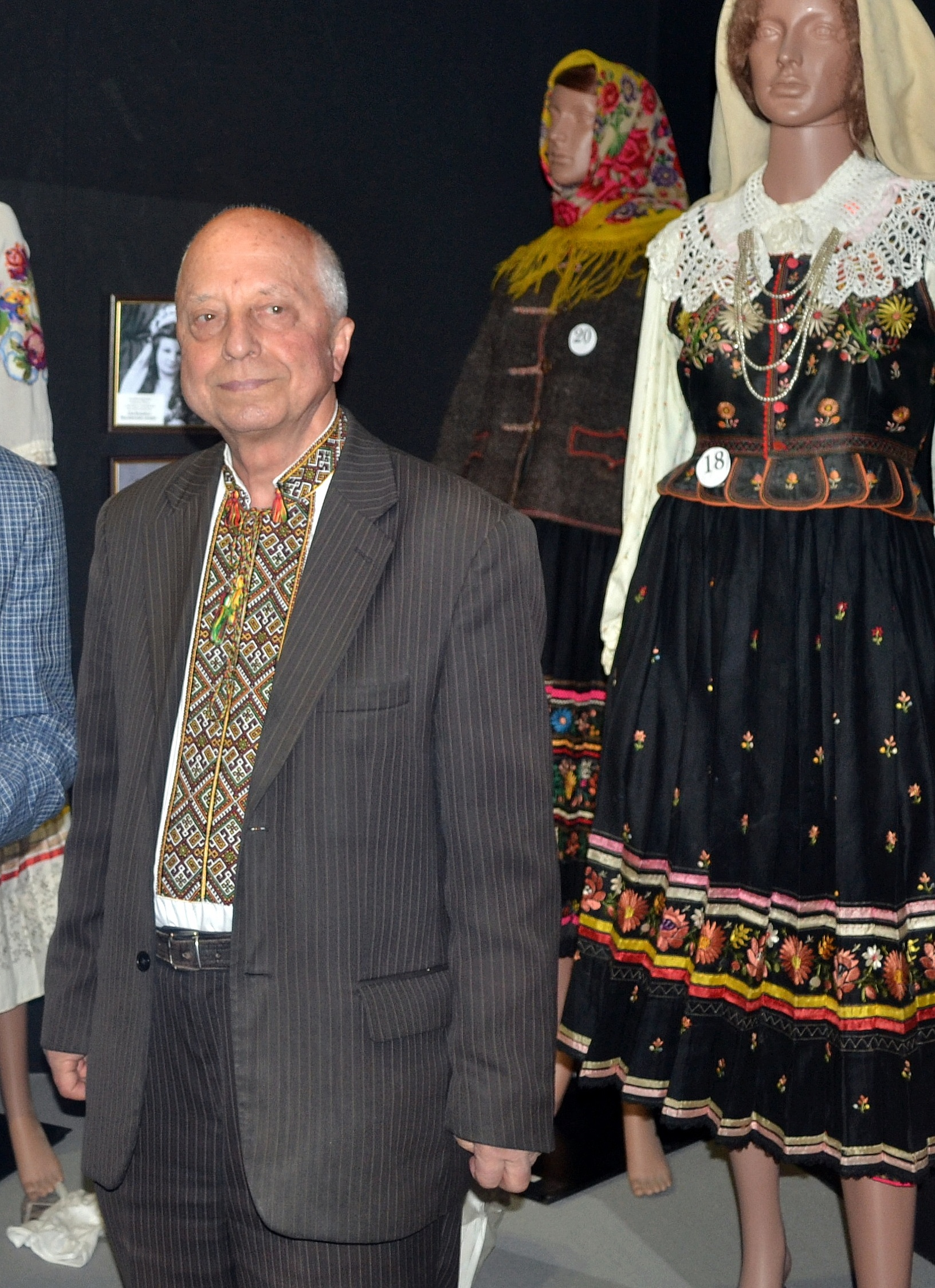
Хланта Іван Васильович — український фольклорист

Хланта Іван Васильович (20 квітня 1941, с. Копашново, Хустського району, Закарпатської області) — український фольклорист, літературознавець, бібліограф, мистецтвознавець і педагог. Заслужений діяч мистецтв України (2004).

## Біографія
Народився у багатодітній селянській сім'ї. Закінчив філологічний факультет Ужгородського державного університету (1964), аспірантуру Інституту мистецтвознавства, фольклору та етнографії ім. М. Т. Рильського Академії наук України (1974). 1976 року захистив кандидатську дисертацію на тему «Українська соціально-побутова казка»; 2007 р. — мистецтвознавче дослідження на докторський ступінь із теми «Жанр духовної пісні: історія та поетика (на матеріалі Карпатського регіону)».
Іван Хланта упродовж більше п'яти десятків років творчого життя активно працює в кількох напрямах як фольклорист, літературознавець, бібліограф, мистецтвознавець, педагог, і в кожному дивує відкриттями нових інтелектуально-мистецьких фактів та явищ.
Як теоретик, І. Хланта дослідив значну кількість проблемних питань з історії та особливостей сучасного розвитку українського словесного фольклору, які знайшли своє втілення у книгах та статтях.
І. Хланта бере участь у республіканських та міжнародних наукових конференціях, симпозіумах, «круглих столах», семінарах з питань фольклористики.
Записав більше 7 тисяч текстів та мелодій пісень в Закарпатті, сусідніх областях України, та за кордоном – на Мараморощині і Банату (Румунія), у Руському Керестурі та Нове Орахово (Сербія), на Кубані (Краснодарський край, Російська Федерація), де і нині компактно проживають українці. 

## Збірки української народної пісні, упорядковані та видані Іваном Хлантою[1]
- «Коли собі заспіваю: Українські народні пісні з голосу Степана Шутка» (1993)
- «Заспіваймо коломийку» (1995)
- «Колядки» (1998)
- «Вчора була неділенька: Українські народні пісні з голосу Михайла Глюдзика» (2001)
- «Ой видно село: Народні пісні села Арданово Іршавського району Закарпатської області» (2003)
- «Пісні Іршавщини» (2005)
- «Співайте Богові нашому, співайте» (2008)
- «Народні пісні українців Банату (Румунія)» (2009)
- «Співанки закарпатських гір і долин» (2009)
- «Пісня – то моє життя»: Українські народні пісні з голосу Анни Опришко» (2013)
- «Пісня над Дунаєм. Народні пісні українців Сербії» (2014)
- «Пісенна хвиля Оглядова: Українські народні пісні села Оглядів Радехівського району Львівської області» (2015)

## Збірки українських народних казок, упорядковані та видані Іваном Хлантою[2]
- «Правда і кривда» (1981)
- «Оскар Кольберг. Казки Покуття» (1991)
- «Золота пшениця» (1992)
- «Розумниця» (1992)
- «Мамине серце» (1993)
- «Трапила коса на камінь» (1993)
- «Казки про бідних і багатих» (1994)
- «Добра наука: Казки, записані від Д. І. Юрика» (1995)
- «Казкар» (1996; 2012)
- «Дарунки груші»(1997)
- «Зайчиків дзвіночок» (1997)
- «Золотий птах: Казки, записані від М. С. Майора» (1998)
- «Усі скарби з лісу йдуть: Українські народні казки, записані від Петра Куртанича» (1999)
- «Володимир Гнатюк. Казки Закарпаття» (2001)
- «Народні казки Закарпаття у записах Петра Лінтура» (2007)
- «Казки Карпат про тварин» (2008)
- «Молодильна вода» (2013)
- «Казки та легенди з-під Хустського замку» (2016)
- «Як чоловік кішку вчив працювати» (2017)

## Нагороди і почесні звання
З 2003 року Іван Хланта — член Національної Спілки журналістів України. Нагороджений медаллю «За доблесну працю» (1970), Грамотами Міністерства освіти України, Міністерства культури і мистецтв України (2006) та ін.
Указом Президента України від 15 березня 2004 року І. Хланті присвоєно почесне звання «Заслужений діяч мистецтв України».

## Джерело
- До 70-річчя[недоступне посилання з липня 2019]